# Cédric Coutouly
Cédric Coutouly est un coureur cycliste français né le 26 janvier 1980 à Albi. Membre de l'équipe Saur-Sojasun en 2010, il quitte l'équipe à la fin de la saison et décide de mettre un terme à sa carrière dans la foulée, estimant avoir « fait le tour de la question ».

## Biographie
Après avoir remporté le Tour du Tarn-et-Garonne 2004, il passe professionnel en 2005 chez Agritubel. Il y dispute le Tour de France en 2006, qu'il termine 133e. Après deux saisons difficiles, il se dirige vers Besson Chaussures-Sojasun où il reste deux années, avant d'arrêter sa carrière faute de contrat.
Depuis 2013, il travaille pour Amaury Sport Organisation, il est membre du service compétition, dirigé par Thierry Gouvenou, responsable de tracer les étapes des épreuves cyclistes telles que le Tour de France. Durant le Tour de France, il est régulateur, son rôle consiste à faire la circulation de tous les véhicules à l'intérieur de la course depuis une moto.

## Palmarès
- 2001
  - 1re étape du Circuit des Ardennes (contre-la-montre par équipes)
- 2002
  - 2e du Circuit de Wallonie
- 2003
  - 2e de Bruxelles-Opwijk
- 2004
  - Loudun-Poitiers-Loudun
  - Classement général du Circuit de Saône-et-Loire
  - Classement général du Tour du Tarn-et-Garonne
- 2005
  - 2e des Monts Luberon - Trophée Luc Leblanc
  - 2e du Tro Bro Leon
- 2006
  - 2e du Paris-Camembert
  - 2e du Paris-Troyes
  - 2e du Duo normand (avec Denis Robin)
  - 3e des Monts Luberon - Trophée Luc Leblanc
- 2009
  - Prologue du Tour Alsace (contre-la-montre par équipes)
- 2010
  - Prologue du Tour Alsace (contre-la-montre par équipes)

## Résultat sur le Tour de France
1 participation
- 2006 : 133e

## Classements mondiaux
| Année           | 2005 | 2006 | 2007 | 2008 | 2009 | 2010 |
| --------------- | ---- | ---- | ---- | ---- | ---- | ---- |
| UCI Asia Tour   |      |      |      |      |      | 345e |
| UCI Europe Tour | 130e | 90e  | 698e | 478e |      |      |